# Tomass Dukurs
Tomass Dukurs (2. juli 1981 i Riga i Lettiske SSR) er en lettisk skeletonkører, der har beskæftiget sig med sportsgrenen siden 1998. Dukurs vandt en bronzemedalje ved EM i bobslæde og skeleton 2007 i Königssee.
Han har deltaget ved to olympiske vinterlege, hvor hans bedste resultat var en fjerdeplads ved OL i 2010 i Vancouver. Hans bedste resultat ved VM i bobslæde og skeleton var en niendeplads i 2011 i Königssee.
Hans yngre bror Martins Dukurs er også skeletonkører, og de deltog begge ved Vinter-OL i 2010.